# Gideon Edholm
Gideon Edholm, född 1887 i Göteborg, död 11 augusti 1952 i Sigtuna, var en svensk målare och grafiker.
Edholm studerade vid Valands målarskola i Göteborg. Efter studierna bosatte han sig i Danmark där han huvudsakligen arbetade som etsare. Efter återkomsten till Sverige övergick han mer och mer till landskapsmålningar i olja. 